# سیارک ۸۷۵۷
سیارک ۸۷۵۷ (به انگلیسی: 8757 Cyaneus، نامگذاری:6600P-L) هشت هزار و هفتصد و پنجاه و هفتمین سیارک کشف شده‌است که در ۲۴ سپتامبر ۱۹۶۰ کشف شد.
قدر مطلق سیارک برابر ۱۴٫۹۰ است.